# 東部地区大学野球連盟
東部地区大学野球連盟（とうぶちくだいがくやきゅうれんめい）とは、全日本大学野球選手権大会への関東地区代表校を決定するために関東地区に所在の大学の硬式野球部が所属する複数連盟で構成された大学野球の競技団体組織である。全日本大学野球連盟の下部組織として誕生した。

## 概要
元々は戦後の学制改革後に発足した全国新制大学野球連盟の関東地区全域を対象にした地区予選支部的なものとして誕生した。
数年の後に、現在の全日本大学野球連盟に繋がる旧制大学時代から続く大学野球連盟（東京六大学・東都大学・関西六大学）も合わせた新しい真の全国連盟の結成と共に、関東地区における東京六大学リーグと東都リーグ以外の地区大学の代表決定予選連盟として改められた。
初期の地区内での地域連盟が未整備だった数年を除いて、東部地区大学野球連盟に直接加盟している大学チームはなく、各加盟校の管理は地区連盟内の各地域リーグが行ってそれぞれでリーグ戦や大会を運営していた。但し、全日本大学野球連盟側から見た組織上の管理は前述のような実態とは異なっていて、代表枠を持つ地区連盟が全日本大学野球連盟が承認している連盟（リーグ）であるという認識の上に立っているので、例えば東部地区連盟内の東京新大学リーグ所属校も、神奈川リーグ所属校も、全て東部地区連盟の所属校となる。
言い方を変えれば、全日本大学野球連盟側としては、地区の管理運営は地区連盟内の問題であり、代表決定方法がどのような形で行われるかは地区連盟側の事情によるもの（全チームによるトーナメントで代表を決定しようが、予選リーグと代表戦の組み合わせで実施しようが自由で、例えば、東部地区内の神奈川リーグは予選リーグであるという認識）という立場で地区連盟の管理は行われていた。（現在の全日本大学野球連盟における東海地区大学野球連盟とその内部で行われている各県別リーグの関係に酷似した状況。）
その後は、代表校の技量向上・各地区連盟からの要望・地方連盟の発展などの考慮から、地区内にあった既存のリーグの枠組が全日本大学野球選手権大会の出場枠拡大に伴う地区連盟の再編成により順次独立していった。1991年の再編（但し、向こう3年間の試験的な実施）では地区内の2連盟からそれぞれ代表を出すことになり代表決定戦を実施する必要がなくなったことから、同年には組織として実質的な役割を終え、その3年後のそれまで試験的な導入だった出場枠再編を以後も継続する決定をもって正式に消滅した。

## 沿革
- 1947年　全国新制大学野球連盟の結成に伴い関東地区を設置
- 1952年　全日本大学野球連盟への発展的解消に伴いそのまま全日本大学野球連盟の関東地区に。東京六大学リーグと東都大学リーグを除く全ての関東地区の代表枠となる。但しこの時点で、既に結成されていた東京新制大学野球連盟と神奈川県下六大学野球連盟は関東地区の配下組織に組み込まれ、関東地区大会として、神奈川リーグ、東京都新制リーグの代表とその他の代表チーム間で代表決定戦を行った。
- 1953年　地区名を東部地区と改める。またその間に東部地区内に千葉県大学野球連盟が結成された。
- 1965年　全日本大学野球選手権大会の出場枠拡大に伴い地区連盟を再編成。東部地区からは関東五大学野球連盟、東京新大学野球連盟が独立した。これにより東部地区大会は、千葉県大学野球連盟と北関東甲信越地区の間の予選に移行した。
- 1991年　全日本大学野球選手権大会の出場枠拡大に伴い地区連盟を再編成。東部地区から千葉大学野球連盟、北関東甲信越大学野球連盟が独立した。このことにより、東部地区大会の開催が必要なくなり、実質的には消滅したが、この措置は、当初向こう3年間の試験的措置として通達され、また、秋季リーグ戦後に行われる明治神宮大会の代表選出には形式的にそれまでの秋季東部地区大会として行われていた千葉県大学野球連盟と北関東甲信越大学野球連盟の間の代表決定戦が続いていたため、東部地区大学野球連盟あるいは東部地区大会の名称使用が続いた。
- 1993年　前回に採られた再編成が以後も継続することが正式に決定。曖昧だった地区名称や地区連盟の存在は、この年の秋季をもって正式に終了した。秋季における千葉県大学野球連盟と北関東甲信越大学野球連盟の間の代表決定戦と代表枠も、東部地区大会および東部地区代表から、「千葉・北関東甲信越」代表決定戦と改められた。

## その他
- 1965年の再編より前の東部地区大会がどのような形で実施されていたのかは、資料不足で詳細不明。
- 1965年～1991年の間は、千葉県大学リーグ代表と北関東甲信越地区代表の間で代表決定戦が行われていた。方法は変遷を経ている。最後期には、現在でも入れ替え戦などみられる方法の代表1校ずつによる2校間で2戦先戦方式で決めていた。それ以前は、1985年春季大会から採用した方法では、2代表ずつの4校で、同一連盟代表同士が対戦しない変則的なリーグ戦だった。しかし、同一連盟代表同士が共に2勝の場合は第1代表を優勝とする規定だが、第1代表が1勝しか出来ない場合でも、2勝した第2代表代表が単純に優勝にならないなど、複雑な優勝規定になっていた。その方式が採られる以前は、一連盟から2代表ずつの4校間で1回戦総当たり戦を行い単純な勝率で代表を決定していた。